# Фернандо Гаго
Фернандо Гаго (ісп. Fernando Gago, нар. 10 квітня 1986, Сьюдадела) — аргентинський футболіст, півзахисник клубу «Бока Хуніорс» та національної збірної Аргентини.

## Клубна кар'єра
Вихованець футбольної школи клубу «Бока Хуніорс». Дорослу футбольну кар'єру розпочав 2004 року в основній команді того ж клубу, в якій провів три сезони, взявши участь у 70 матчах чемпіонату. Більшість часу, проведеного у складі «Бока Хуніорс», був основним гравцем команди. За цей час двічі виборював титул переможця Рекопи Південної Америки.
Своєю грою за цю команду привернув увагу представників тренерського штабу клубу «Реал Мадрид», до складу якого приєднався 19 грудня 2006 року за 20 400 000 євро. Відіграв за королівський клуб наступні чотири сезони своєї ігрової кар'єри. Граючи у складі мадридського «Реала» також здебільшого виходив на поле в основному складі команди. За цей час додав до переліку своїх трофеїв титул чемпіона Іспанії. Проте після приходу до клубу Жозе Моурінью втратив місце в основі.

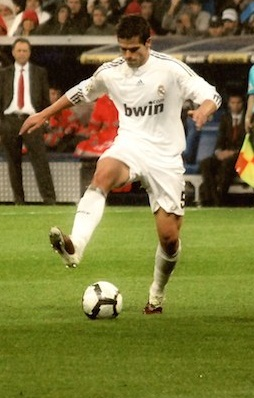
Фернандо Гаго у 2010 році в складі «Реала»

До складу клубу «Рома» на правах оренди до кінця сезону приєднався 31 серпня 2011 року. За сезон встиг відіграти за «вовків» 30 матчів в національному чемпіонаті.
19 липня 2012 року півзахисник підписав контракт з «Валенсією» строком до 30 червня 2016 року. Проте закріпитись в складі «кажанів» не зумів і на початку 2013 року був відданий в оренду в «Велес Сарсфілд» до кінця сезону.
Влітку 2013 року за 1,7 млн євро повернувся в рідний «Бока Хуніорс», з яким підписав контракт на три роки.

## Виступи за збірні
Протягом 2005–2007 років залучався до складу молодіжної збірної Аргентини, разом з якою став молодіжним чемпіоном світу 2005 року. Всього на молодіжному рівні зіграв у 15 офіційних матчах.
Разом з олімпійською збірною Аргентини U-23 виграв Олімпійські ігри 2008 року в Пекіні.
7 лютого 2007 року дебютував в офіційних матчах у складі національної збірної Аргентини в товариському матчі проти збірної Франції. В тому ж році був включений до списку гравців Копа Америки 2007, ставши основним гравцем збірної. Проте Дієго Марадона не включив його до заявки на чемпіонат світу 2010 року.
Влітку 2014 року потрапив до заявки збірної на чемпіонат світу 2014 року в Бразилії, де регулярно виходив на поле.
Наразі провів у формі головної команди країни понад 50 матчів.

## Статистика виступів

### Статистика клубних виступів
Станом на 18 березня 2012 року
| Сезон                    | Команда                  | Чемпіонат                | Чемпіонат | Чемпіонат | Національний кубок | Національний кубок | Національний кубок | Континентальні кубки | Континентальні кубки | Континентальні кубки | Інші змагання | Інші змагання | Інші змагання | Усього | Усього |
| Сезон                    | Команда                  | Ліга                     | Ігор      | Голів     | Ліга               | Ігор               | Голів              | Ліга                 | Ігор                 | Голів                | Ліга          | Ігор          | Голів         | Ігор   | Голів  |
| ------------------------ | ------------------------ | ------------------------ | --------- | --------- | ------------------ | ------------------ | ------------------ | -------------------- | -------------------- | -------------------- | ------------- | ------------- | ------------- | ------ | ------ |
| 2004-05                  | «Бока Хуніорс»           | ПД                       | 2         | 0         | -                  | -                  | -                  | КЛ                   | 1                    | 0                    | -             | -             | -             | 3      | 0      |
| 2005-06                  | «Бока Хуніорс»           | ПД                       | 31        | 0         | -                  | -                  | -                  | РС+КС                | 2+6                  | 0+0                  | -             | -             | -             | 39     | 0      |
| 2006-07                  | «Бока Хуніорс»           | ПД                       | 37        | 1         | -                  | -                  | -                  | РС+КС                | 2+1                  | 0+0                  | -             | -             | -             | 40     | 1      |
| Усього за «Бока Хуніорс» | Усього за «Бока Хуніорс» | Усього за «Бока Хуніорс» | 70        | 1         |                    | -                  | -                  |                      | 12                   | 0                    |               | -             | -             | 82     | 1      |
| 2006-07                  | «Реал Мадрид»            | ПД                       | 13        | 0         | КІ                 | 2                  | 0                  | ЛЧ                   | 2                    | 0                    | -             | -             | -             | 17     | 0      |
| 2007-08                  | «Реал Мадрид»            | ПД                       | 31        | 0         | КІ                 | 5                  | 0                  | ЛЧ                   | 6                    | 0                    | СІ            | 1             | 0             | 43     | 0      |
| 2008-09                  | «Реал Мадрид»            | ПД                       | 26        | 1         | КІ                 | 1                  | 0                  | ЛЧ                   | 6                    | 0                    | СІ            | 0             | 0             | 33     | 1      |
| 2009-10                  | «Реал Мадрид»            | ПД                       | 18        | 0         | КІ                 | 2                  | 0                  | ЛЧ                   | 2                    | 0                    | -             | -             | -             | 22     | 0      |
| 2010-11                  | «Реал Мадрид»            | ПД                       | 4         | 0         | КІ                 | 3                  | 0                  | ЛЧ                   | 0                    | 0                    | -             | -             | -             | 7      | 0      |
| Усього за «Реал Мадрид»  | Усього за «Реал Мадрид»  | Усього за «Реал Мадрид»  | 92        | 1         |                    | 13                 | 0                  |                      | 16                   | 0                    |               | 1             | 0             | 122    | 1      |
| 2011-12                  | «Рома»                   | A                        | 20        | 1         | КІ                 | 2                  | 0                  | ЛЄ                   | -                    | -                    | -             | -             | -             | 22     | 1      |
| Усього за кар'єру        | Усього за кар'єру        | Усього за кар'єру        | 182       | 3         |                    | 15                 | 0                  |                      | 28                   | 0                    |               | 1             | 0             | 226    | 3      |

## Особисте життя
27 липня 2010 року одружився з аргентинською тенісисткою Хіселою Дулко.

## Титули і досягнення
- Чемпіон Аргентини (2):

«Бока Хуніорс»: 2005, 2006
- Переможець Південноамериканського кубку (1):

«Бока Хуніорс»: 2005
- Переможець Рекопи Південної Америки (2):

«Бока Хуніорс»: 2005, 2006
- Чемпіон Іспанії (2):

«Реал Мадрид»: 2006-07, 2007-08
- Володар Кубка Іспанії (1):

«Реал Мадрид»: 2010-11
- Володар Суперкубка Іспанії (1):

«Реал Мадрид»: 2008
- Володар Кубка Аргентини (1):

«Бока Хуніорс»: 2014-15
Збірні
- Чемпіон світу серед молодіжних команд: 2005
- Олімпійський чемпіон: 2008
- Віце-чемпіон світу: 2014
- Срібний призер Кубка Америки: 2007, 2015